# Ximun Haran
Ximun Haran (Arrangoitze, Lapurdi, 1928 - Luhuso, 9 de desembre 2013) va ser un promotor de la cultura basca i un polític basc.

## Biografia
De jove estudià farmàcia a Bordeus on juntament amb altres estudiants bascos fundà el grup cultural basquista Enbata. Va ser un destacat jugador de pilota basca fins que el 1968 una lesió va impedir-li l'exercici d'aquest esport. La seva activitat cultural es movia al voltant del txistu (fou organitzador d'un agrupament de txistularis a Baiona), la recopilació de cançons tradicionals suletines i l'ensenyament de l'euskara.
En l'àmbit polític fou un dels fundadors del moviment nacionalista basc Enbata el 1963 juntament amb Jakes Abeberry i Michel Labeguerie entre d'altres. A les eleccions legislatives de 1967 serà un dels candidats d'Enbata que obtindrà en el conjunt del País Basc del Nord al voltant d'un 5% de vots sense que sigui escollit cap membre. Immediatament abandona la direcció del moviment per discrepàncies amb el que considerava un acostament a les posicions d'ETA per part d'Enbata. Poc després, el 1971 crea la publicació Ager, icona de part de l'abertzalisme moderat. Progressivament evoluciona cap a posicions properes al Partit Nacionalista Basc i a la seva recent obra de govern a principis dels 80, posicionant-se clarament en contra d'ETA i HB. Finalment el 1990 contribueix a la creació de la secció nord-basca del PNB (Eusko Alderdi Jeltzalea-Parti nationaliste basque, EAJ-PNB) i serà el primer president de l'executiva regional del partit (IBB) fins al 1996. El 1998 es declara ferm partidari de la unitat dels abertzales a Iparralde i recolza la candidatura d'Abertzaleen Batasuna als comicis regionals de 1998.